# La Vérité (Lefebvre)
Pour les articles homonymes, voir La Vérité.
La Vérité est une huile sur toile de Jules Lefebvre réalisée en 1870. Le tableau est présenté au Salon de 1870. Il est conservé au musée d'Orsay à Paris depuis 1982.
Cette peinture, sans doute la plus célèbre de Lefebvre, représente une femme nue, sortant d'un puits. Elle brandit d'un bras levé un miroir réfléchissant une lumière éclatante tandis qu'elle s'appuie de l'autre bras sur un bâton.
La femme et le miroir sont particulièrement éclairés sur ce tableau et contrastent avec le fond rocheux très sombre.